# 山田正
山田 正（やまだ ただし、1951年1月7日 - ）は、日本の土木工学、気象学、水文学研究者、中央大学理工学部土木工学科教授。防災や水利など、河川や水に関する諸問題の専門家として、長年にわたり多数の政府委員、審議員、自治体委員等を務めている。息子は研究者の山田朋人。

## 経歴
兵庫県に生まれ、1977年に中央大学大学院理工学研究科博士課程土木工学専攻を中退して、東京工業大学工学部土木工学科助手となった。1981年に「小流域における降雨流出機構に関する研究」により東京工業大学から工学博士を取得。同年、防衛大学校土木工学科講師となり、1985年に助教授に昇任。1986年、北海道大学工学部土木工学科助教授を経て、1991年に中央大学理工学部土木工学科助教授となり、1992年に教授に昇任した。
2021年3月、中央大学研究開発機構   教授（中央大学研究開発機構　河川・水文研究室(山田 研究室)）。
2021年4月、中央大学名誉教授。

## おもな社会活動
- 水の安全保障戦略機構 - 執行審議会委員/専門委員会委員
- 国土交通省 - 「今後の治水対策のあり方に関する有識者会議」委員/「次世代気象災害監視レーダネットワーク（X-NET）の構築と利用に関する検討委員会」委員/河川管理におけるレーダ活用検討会委員
- 内閣府 - 社会還元加速プロジェクト災害情報タスクフォース
- 日本学術会議 - 大気・水圏科学研究連絡委員会陸水専門委員会
- アジア学術会議委員会 - 専門委員会委員
- 東京都 - 事業評価委員会委員/豪雨対策委員会委員

## 受賞
- 産学官連携功労者表彰国土交通大臣賞（2013年）：高性能レーダ（XバンドMPレーダ）によるゲリラ豪雨のリアルタイム観測の実現
- 2021年1月、令和2年度水文・水資源学会功績賞受賞[6]。
- 2024年6月19日、公益社団法人 日本河川協会「令和6年度河川功績者表彰」受賞[7]。